# Ivar Hortling
Ivar Johannes Hortling,  född 19 mars 1876 i Uleåborg, Finland, död 13 februari 1946 i Helsingfors, var en  finlandssvensk språkforskare, skolledare och ornitolog. Hortling disputerade 1907  på en avhandling om fornsaxiska; senare arbetade han som lärare och rektor för  Brändö Svenska Samskola och Svenska lyceum i Helsingfors. Hortling grundade Ornitologiska föreningen i Finland och han skrev flera böcker om ornitologi.